# Hanna Szmalenberg

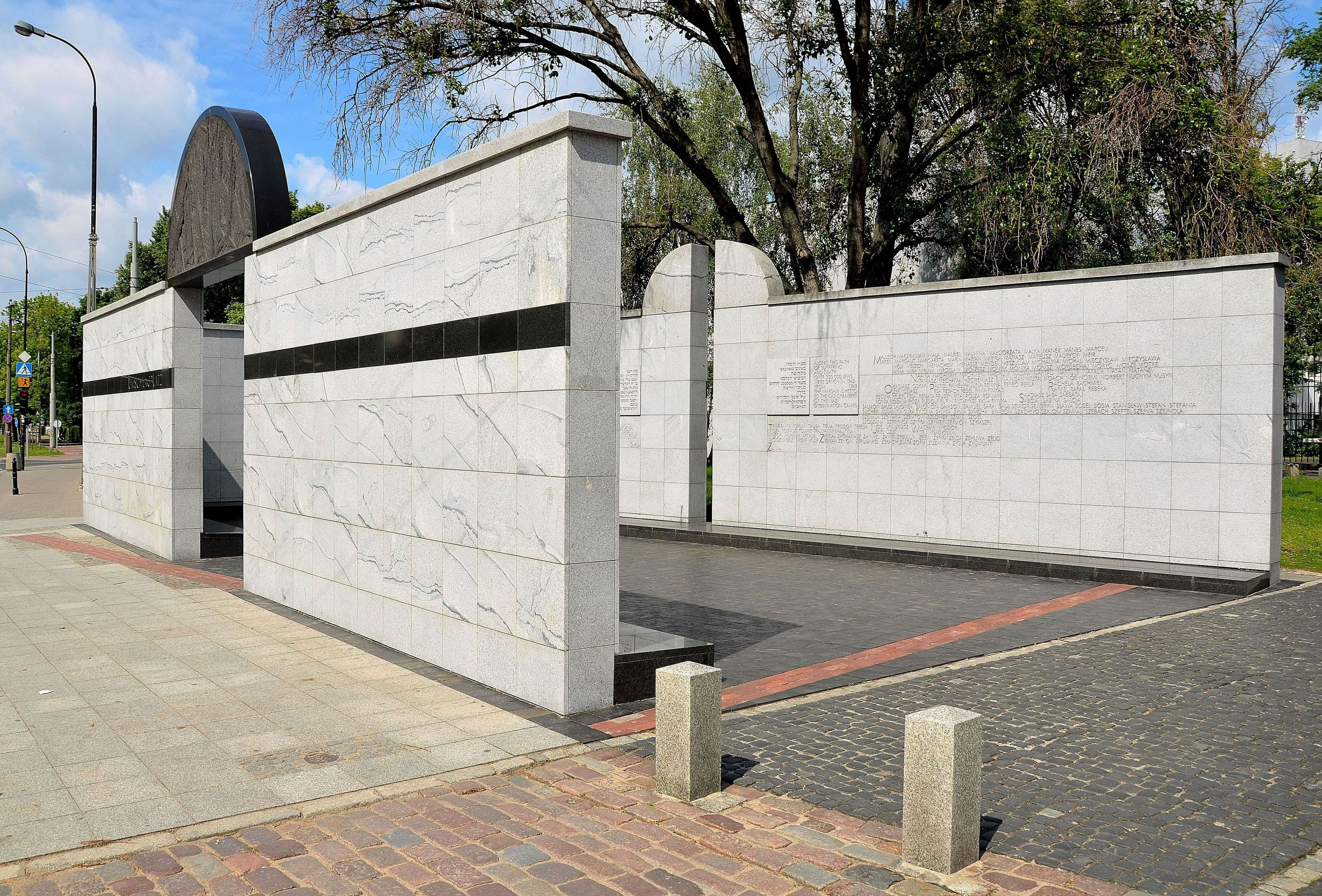
Pomnik Umschlagplatz, którego współautorką jest Hanna Szmalenberg

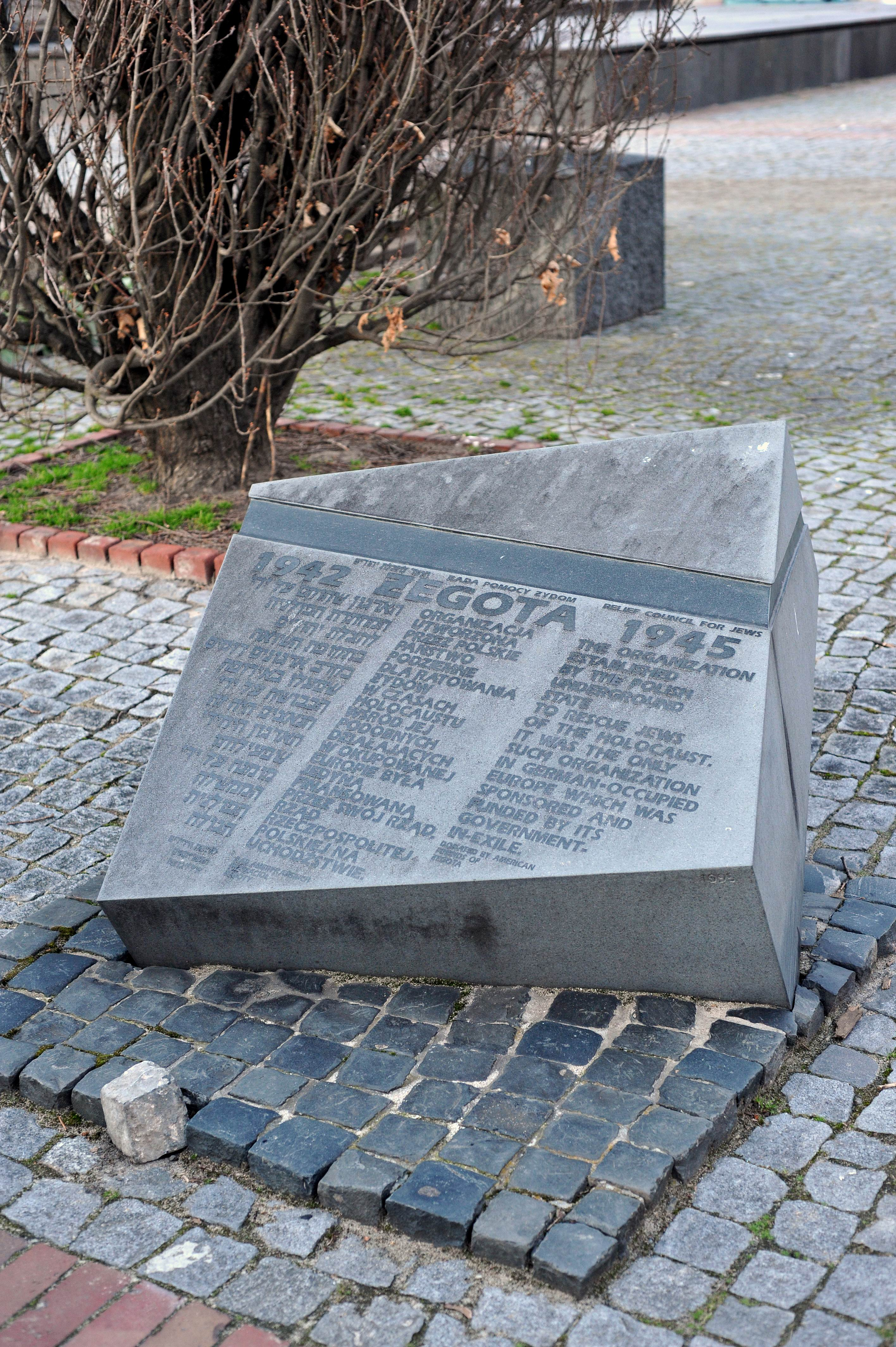
Pomnik Rady Pomocy Żydom "Żegota" w Warszawie

Hanna Szmalenberg (ur. 25 maja 1950 w Warszawie) – polska architektka, projektantka, członkini Społecznego Komitetu Opieki nad Cmentarzami i Zabytkami Kultury Żydowskiej w Polsce, działaczka opozycji demokratycznej w Polsce.

## Życiorys
Hanna Szmalenberg pochodzi ze starej warszawskiej, protestanckiej rodziny rzemieślniczej (właścicieli kuźni przy ul. Skierniewickiej 12). Ukończyła studia na Wydziale Architektury Politechniki Warszawskiej, była dyplomantką Małgorzaty Handzelewicz-Wacławek. Specjalizuje się w architekturze wnętrz, charakteryzuje ją styl modernistyczny.
Była projektantką m.in.:
- (wraz z Władysławem Klamerusem) Pomnika Umschlagplatz wykonanego w 1988,
- (wraz z Władysławem Klamerusem) pomnika-nagrobka Lejba Najdusa (poety żydowskiego), wystawionego w 1990, staraniem Fundacji Shalom na cmentarzu żydowskim przy ul. Okopowej w Warszawie,
- (wraz z Markiem Moderauem) Pomnika Żegoty w Warszawie odsłoniętego w 1995[3]
- (wraz z Władysławem Klamerusem) pomnika ofiar getta warszawskiego, ustawionego na masowej mogile, w której grzebano zmarłych w getcie (na cmentarzu żydowskim przy ul. Okopowej w Warszawie),
- pomnika – głazu w formie stożka u podnóża Kopca Anielewicza w Warszawie, z wykutymi nazwiskami bohaterów powstania w getcie warszawskim.

Była również współautorką wielu projektów realizowanych pod kierunkiem Oskara Hansena, m.in.: „Studium Humanizacji miasta Lubina” (1975), „Studium Humanizacji Zakładów Naprawczych Taboru Kolejowego w Pruszkowie” (1979).
W latach 1978–1989 była aktywną działaczką opozycji demokratycznej w Polsce. Należała do małej grupy centralnych łączników sieci łączności Tygodnika Mazowsze (wraz m.in. z Romanem Stefańskim), organizowanej przez Tomasza Chlebowskiego.
Obecnie – w ramach pracy Społecznego Komitetu Opieki nad Cmentarzami i Zabytkami Kultury Żydowskiej w Polsce – działa m.in. na rzecz renowacji cmentarza żydowskiego w Warszawie. Jest jednocześnie wśród inicjatorów wpisania Kopca Anielewicza do rejestru zabytków. Kopiec powstał z gruzów kamienicy przy ul. Miłej 18 (obecnie róg Miłej i Dubois) i jest zwieńczony pomnikiem ku czci Mordechaja Anielewicza, a wnętrze kryje zawalony bunkier powstańców getta warszawskiego i jest jednocześnie mogiłą kilkudziesięciu osób zamordowanych przez Niemców. Niemcy otoczyli bunkier 7 maja 1943 roku. Dzień później Anielewicz i jego towarzysze popełnili samobójstwo. Według historyków mogło być tu nawet sto osób. Ich ciał nigdy nie wydobyto. Po wojnie usypano nad nimi kurhan z gruzów.
W dniu 15 kwietnia 2008 roku Prezydent RP Lech Kaczyński odznaczył Hannę Szmalenberg Krzyżem Kawalerskim Orderu Odrodzenia Polski za „wybitne osiągnięcia w odkrywaniu, gromadzeniu i upowszechnianiu
prawdy o Holokauście, za zasługi w działalności na rzecz upamiętniania historii powstania w getcie warszawskim”.
W dniu 13 grudnia 2011 roku Prezydent RP Bronisław Komorowski po postanowieniu z 5 grudnia 2011 roku odznaczył Hannę Szmalenberg Krzyżem Oficerskim Orderu Odrodzenia Polski „za wybitne zasługi w działalności na rzecz przemian demokratycznych w Polsce, za osiągnięcia w pracy zawodowej, publicznej i społecznej, za popularyzowanie wiedzy o najnowszej historii Polski”.
Hanna Szmalenberg prowadzi obecnie kursy projektowania wnętrz.